# Parlamentsvalet i Armenien 2012
Parlamentsvalet i Armenien 2012 hölls den 6 maj.

## Bakgrund
Den 6 april 2012 gick 4 partier samman (Välmående Armenien, Fädernearvet, Armeniska revolutionsfederationen och Haj Azgajin Kongres) och skapade ett gemensamt högkvarter med målet att hålla fria val. Välmående Armenien är även i koalition med Armeniens republikanska parti och Orinats Erkir, som också gick med på oppositionsmanifestet. Den 19 april drog sig Fädernearvet ur överenskommelsen.

## Kandiderande partier
Sammanlagt 9 partier registrerade sitt deltagande i valet. Nedan listas samtliga partier, ledarens namn samt partiets (engelskspråkiga) valslogan. 
1. Välmående Armenien – Gagik Tsarukian
Believe, Trust, Demand![5]
2. Fädernearvet – Raffi Hovannisjan
We are coming...[6]
3. Haj Azgajin Kongres – Levon Ter-Petrossian
No vote for the criminal regime[7]
4. Armeniska revolutionsfederationen – Vahan Hovhannisjan (de facto)
Freedom, Justice, Federation[8]
5. Armeniens demokratiska parti – Aram Sargsian
I am is we are.[9]
6. Armeniens kommunistiska parti – Ruben Tovmasian
Let’s return the government and wealth to the people.
7. Armeniens republikanska parti – Serzj Sargsian
Believe in Order to Change[10][11]
8. Enade armeniers parti – Ruben Avagjan
Third force, new faces[12]
9. Orinats Erkir – Artur Baghdasarian
Support and demand.[6]

## Kampanj
Den officiella valkampanjen inleddes den 8 april, men de första riktiga kampanjerna inleddes först den 10 april på grund av påskfirandet. Inga av de deltagande partierna höll kampanjer den 24 april, minnesdagen för det armeniska folkmordet. ARF, Haj Azgajin Kongres, Fädernearvet, Armeniens republikanska parti, Välmående Armenien och Armeniens kommunistiska parti närvarade vid en minnesstund vid Tsitsernakaberd.

### Ballongexplosioner
Den 4 maj, valkampanjens sista officiella dag, under det republikanska partiets konsert och kampanj vid republikstorget i Jerevan, exploderade dussintals ballonger fyllda med väte vilket ledde till att minst 144 personer skadades. Ett par timmar senare meddelades det att totalt 154 personer tvingats uppsöka sjukhus, varav 98 fortfarande låg kvar på sjukhus och 28 låg kvar på intensivvårdsavdelningar.
Under dagen före valet, den 5 maj, "tystnadens dag" är de flesta typerna av valkampanjande förbjudna enligt lagen.

## Opinionsundersökningar
| Källa                                     | Datum            | RP   | VA   | OEK | ARF | FÄ  | HAK | Övriga | Vet ej / Ej bestämt / Avböjde |
| Hetq Online                               | 5 maj 2012       | 10   | 11   | 2   | 25  | 11  | 28  | 9      | 4                             |
| European Friends of Armenia (EuFoA)       | 17-22 april 2012 | 33,3 | 26   | 3,4 | 3,2 | 4,0 | 2,9 | 2,9    | 24,3                          |
| Gallup International Association          | 17-23 april 2012 | 27,4 | 20,9 | 4,2 | 3,7 | 4,4 | 8,5 | 0,7    | 30                            |
| VTsIOM                                    | 4-13 april 2012  | 32   | 27   | 5   | 4   | 4   | 3   | 2      | 23                            |
| The Gallup Organization                   | 4–10 april 2012  | 34   | 28   | 4,5 | 4,6 | 3,5 | 6,7 | -      | 18,7                          |
| "My Opinion" Civil Initiative             | 27 mars 2012     | 8    | 39   | -   | 13  | 4   | 26  | -      | 10                            |
| Aharon Adibekyan (Sociometer)             | 26 mars 2012     | 40   | 35   | 5-6 | 6-7 | 5-6 | 8-9 | -      | 20                            |
| European Friends of Armenia (EuFoA)       | 22 mars 2012     | 24,5 | 27,1 | 3,0 | 3,3 | 2,6 | 3,2 | 2,6    | 32,1                          |
| "500 Voices" Social Research Group        | 14 februari 2012 | 9    | 36   | -   | 12  | 5   | 27  | -      | 11                            |
| Research Center of Political Developments | 6 februari 2012  | 34   | 21   | 2   | 3   | 7   | 13  | -      | 20                            |

## Resultat
Det första officiella valresultatet kom att meddelas den 7 maj 2012 klockan 0:00 lokal tid.
Valdeltagandet rapporterades vara 35,54% klockan 14:00. Klockan 17:00 meddelade den centrala valkommissionen att valdeltagandet ökat till 51,53%. Klockan 21:00 rapporterade valkommissionen att valdeltagandet var 62,26%. Detta ändrades senare till 62,35 %. 

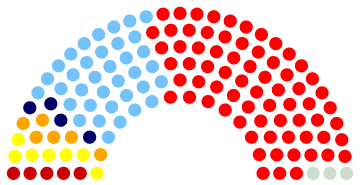
Mandatfördelningen i Armeniens nationalförsamling efter valet:
Röd: Armeniens republikanska parti (70)
Turkos: Välmående Armenien (36)
Orange: Orinats Erkir (6)
Mörkröd: Armeniska revolutionsfederationen (6)
Mörkblå: Fädernearvet (5)
Gul: Haj Azgajin Kongres (7)
Grå: Oberoende (1)

Summering av resultatet av det armeniska parlamentsvalet den 6 maj 2012
| Parti                                              | Partilista | Partilista | Partilista | Valkrets | Valkrets | Totala mandat | +/–  |
| Parti                                              | Röster     | %          | Mandat     | Mandat   | %        | Totala mandat | +/–  |
| Armeniens republikanska parti                      | 664 440    | 44,02 %    | 40         | 30       | 73,1 %   | 70            | ▲+6  |
| Välmående Armenien                                 | 454 673    | 30,12 %    | 28         | 8        | 19,5 %   | 36            | ▲+11 |
| Haj Azgajin Kongres                                | 106 903    | 7,08 %     | 7          | —        | —        | 7             | ▲+7  |
| Armeniska revolutionsfederationen                  | 85 550     | 5,67 %     | 5          | 1        | 2,4 %    | 6             | ▼-10 |
| Orinats Erkir                                      | 83 123     | 5,51 %     | 5          | 1        | 2,4 %    | 6             | ▼-3  |
| Fädernearvet                                       | 86 998     | 5,76%      | 5          | —        | —        | 5             | ▼-2  |
| Armeniens kommunistiska parti                      | 15 899     | 1,45 %     | —          | —        | —        | —             | ▬    |
| Armeniens demokratiska parti                       | 5 577      | 0,37 %     | —          | —        | —        | —             | ▬    |
| Enade armeniers parti                              | 2 945      | 0,20 %     | —          | —        | —        | —             | ▬    |
| Oberoende (politiker)                              | —          | —          | —          | 1        | 2,4 %    | 1             | ▼-5  |
| Ogiltiga/blanka röster                             | 53 831     |            | —          |          | —        | —             | —    |
| Totalt                                             | 1 573 053  | 100        | 90         | 41       | 100      | 131           | —    |
| Antal röstberättigade / resultat                   | 2 523 101  | 62,35      | —          | —        | —        | —             | —    |
| Källa: Republiken Armeniens centrala valkommission |            |            |            |          |          |               |      |

## Reaktioner

### Partier
- Armeniens republikanska parti – RPA:s talare, Hovhannes Sjarmazanov, meddelade att detta val är det bästa som hållits i Armenien på 2000-talet. Senare tillade han att samhället är nöjt med valresultatet.[39][40]

- Välmående Armenien – partiledaren Gagik Tsarukjan tackade alla för deras stöd och konstaterade att det folkliga stödet är det viktigaste för honom.[41][42]

- Haj Azgajin Kongres – HAK erkände inte valets legitimitet.[43]

- Armeniska revolutionsfederationen – den 8 maj meddelade ARF i ett uttalande att man inte tycker att valutgången återspeglar folkets vilja.[44][45]

- Fädernearvet – den 8 maj meddelade partiet att man inte erkände valets legitimitet och att valet inte gick rätt till.[46]

- Orinats Erkir – OEK:s ledare, Artur Baghdasarjan, meddelade att han ansåg att detta val var det första utan fusk och bråk.[47]

### Internationellt
- Europeiska Unionen – EU:s högsta representant i utrikesfrågor, Catherine Ashton, lämnade den 8 maj ett uttalande där hon bland annat nämnde att "We welcome the efforts by the Armenian authorities to hold these parliamentary elections in a way which represents progress towards more transparent and competitive elections. However, the elections also demonstrated the need to address a number of issues in order to fully meet internationally recognized democratic standards. We encourage the Armenian authorities to address the shortcomings identified by OSCE/ODIHR as a matter of priority, ahead of the upcoming presidential elections scheduled for 2013."[48]

- OSCE – OSCE gav ut ett pressmeddelande efter valet med titeln "Armenian elections competitive and largely peaceful, but shortcomings undermined confidence in the process, observers say".[49]

### Fotnoter
1. ↑  Radio Free Europe/Radio Liberty: Armenian Election Alignments Take Shape
2. ↑  Vote 2012: Opposition, government create dual – and dueling – monitoring staffs
3. ↑  (armeniska) «Ժառանգությունը» միասնական շտաբի հետեւում Քոչարյանին է տեսնում
4. ↑  REPUBLIC OF ARMENIA: Central Electoral Committee: Elections.am Arkiverad 28 april 2012 hämtat från the Wayback Machine.
5. ↑  Prosperous Armenia Party to win in case of fair parliamentary elections
6. 1 2  Armenia's Election Campaign: Slogans Both Captivating and Wretched
7. ↑  "No vote for criminal regime" slogan worked perfectly - ANC coordinator Levon Zarabian.
8. ↑  “We are your friends” and “Freedom, justice, federation”: ARF announced its mottos
9. ↑  ”Armenian Democratic Party launching election campaign”. Arkiverad från originalet den 11 februari 2022. https://web.archive.org/web/20220211182625/https://www.tert.am/en/news/2012/04/09/demkus/477716. Läst 4 augusti 2022.
10. ↑  Sloganen togs från Serzj Sargsians tal vid det republikanska partiets 13:e kongress den 10 mars.
11. ↑  (armeniska) ՍԵՐԺ ՍԱՐԳՍՅԱՆ. ՀԱՎԱՏԱՆՔ, ՈՐ ՓՈԽԵՆՔ
12. ↑  ”Armenia's Election Campaign: Slogans Both Captivating and Wretched (Part 2)”. Arkiverad från originalet den 4 mars 2016. https://web.archive.org/web/20160304214751/http://hetq.am/eng/print/13189/. Läst 5 maj 2012.
13. ↑  ”Vote 2012: Election campaign kicks off in Armenia - Vote 2012”. ArmeniaNow.com. http://www.armenianow.com/vote_2012/37186/armenia_may_elections_campaign_programs_opposition_demand.
14. ↑  ”Լուրեր Հայաստանից - Հայոց Ցեղասպանությունն Ու Նախընտրական Ծրագրերը” (på armeniska). Armtown.com. 23 april 2012. Arkiverad från originalet den 2 maj 2012. https://web.archive.org/web/20120502071808/http://www.armtown.com/news/am/prm/20120425/195304/.
15. ↑  ”Armenia’s President visits Tsitsernakaberd memorial - Armenian News”. Tert.am. Arkiverad från originalet den 29 april 2012. https://web.archive.org/web/20120429002330/http://tert.am/en/news/2012/04/24/president-visit-tsitsernakaberd/. Läst 5 maj 2012.
16. ↑  ”Prosperous Armenia, HAK to move to Tsitsernakaberd midday - Society - Panorama | Armenian news”. Panorama.am. 24 april 2012. http://www.panorama.am/en/society/2012/04/24/parties/.
17. ↑  Scores Injured As Balloon Blasts Spark Chaos At Armenian Election Rally
18. ↑  (armeniska) Հոսպիտալացված 154 քաղաքացիներից 98-ը դեռևս հիվանդանոցներում են, որոնցից 28-ը՝ վերակենդանացման բաժանմունքներում. ԱԻՆ (տեսանյութ) Arkiverad 18 augusti 2012 hämtat från the Wayback Machine.
19. ↑  ”Vote 2012: Campaign closes, “Day of Silence”, judgment day Sunday”. Arkiverad från originalet den 23 juni 2012. https://web.archive.org/web/20120623035227/http://armenianow.com/vote_2012/37811/armenia_may_parliamentary_elections_campaign_over. Läst 5 maj 2012.
20. ↑  Day of Silence in Armenia before parliament elections
21. ↑  ”Hetq Online”. Arkiverad från originalet den 5 maj 2012. https://web.archive.org/web/20120505151847/http://hetq.am/eng/. Läst 5 maj 2012.
22. ↑  ”Skärmdump på omröstningen på hetq.am per den 5 maj 2012”. Arkiverad från originalet den 10 juni 2015. https://web.archive.org/web/20150610232624/http://i46.tinypic.com/htfdde.png. Läst 5 maj 2012.
23. ↑  Poll: Last Assessment of Pre-Electoral Armenia Arkiverad 4 juli 2012 hämtat från the Wayback Machine.
24. ↑  (armeniska) «Gallap international association»-ը հրապարակեց 17.04-23.04 ժամանակահատվածում անցկացված սոցիոլոգիական հարցումների արդյունքները Arkiverad 30 april 2012 hämtat från the Wayback Machine.
25. ↑  ”Russian experts on Armenian voters’ preferences”. Arkiverad från originalet den 24 augusti 2022. https://web.archive.org/web/20220824055254/https://www.tert.am/en/news/2012/04/20/harcum/486785. Läst 4 augusti 2022.
26. ↑  34% of Armenia’s citizens ready to vote for ruling party - Gallup Organization
27. ↑  RPA and “Prosperous Armenia” lead, Gallup poll says
28. ↑  (armeniska) Հերթական հարցման արդյունքներով (“Իմ կարծիքը”) ԲՀԿ-ն ունի 39 տոկոս, իսկ ՀՀԿ-ն` 8 տոկոս վարկանիշ[död länk]
29. ↑  (armeniska) Ահարոն Ադիբեկյանը չի հավատում «Հայաստանի եվրոպացի բարեկամներ»–ի սոցհարցմանը Arkiverad 18 juni 2012 hämtat från the Wayback Machine.
30. ↑  Poll: A Snapshot of Pre-Electoral Armenia Arkiverad 21 augusti 2013 hämtat från the Wayback Machine.
31. ↑  (armeniska) «500 Ձայն»–ի նոր ուսումնասիրությունները
32. ↑  (armeniska) Հերթական ուսումնասիրությունը
33. ↑  (armeniska) «Հայոց աշխարհ». ՀՀԿ-ն առաջատարն է ըստ հարցումների
34. ↑  (armeniska) Հայաստանում այսօր խորհրդարանական ընտրություններ են. ընտրում ենք 5-րդ գումարման Ազգային ժողովը Arkiverad 3 juni 2012 hämtat från the Wayback Machine.
35. ↑  (armeniska) Ժամը 14:00-ի դրությամբ ընտրությանը մասնակցել է ընտրողների 35.54%-ը, իսկ Սյունիքում՝ 44.07% Arkiverad 8 maj 2012 hämtat från the Wayback Machine.
36. ↑  (armeniska) Արդեն 35.54 տոկոսը մասնակցել է
37. ↑  (armeniska) Ժամը 17:00-ի դրությամբ քվեարկել է ընտրողների 51.53 տոկոսը
38. ↑  (armeniska) Հայաստանում ընտրություններին մասնակցել է ընտրողների 62,26 տոկոսը
39. ↑  (armeniska) Շարմազանով. «Հայաստանի 21-րդ դարի պատմության ընթացքում այս ընտրությունները լավագույնն են»
40. ↑  Sarkisian’s Party Hails ‘Unprecedented’ Vote
41. ↑  (armeniska) Ծառուկյանը «աննախադեպ մեծ» է համարում ԲՀԿ-ին ձայն տվողների թիվը
42. ↑  (armeniska) Ինձ համար չկա ավելի թանկ բան, քան ժողովրդի վստահությունը. Գագիկ Ծառուկյանը վերահաստատում է իր ուղերձները Arkiverad 12 maj 2012 hämtat från the Wayback Machine.
43. ↑  (armeniska) Լեւոն Տեր-Պետրոսյանը հրաժարվում է իր պատգամավորական մանդատից
44. ↑  (armeniska) ՀՅԴ-ն դժգոհ է ընտրությունների արդյունքներից
45. ↑  (armeniska) Ընտրությունները չարձանագրեցին ժողովրդի կամքը և քաղաքական ուժերի իրական հարաբերակցությունը. ՀՅԴ Arkiverad 12 maj 2012 hämtat från the Wayback Machine.
46. ↑  (armeniska) «Ժառանգություն»-ը գոհ չէ ընտրությունների արդյունքներից
47. ↑  (armeniska) Արթուր Բաղդասարյանի հետընտրական հայտարարությունը. ՕԵԿ-ում խստացնելու են անդամագրման կարգը
48. ↑  Statement by High Representative Catherine Ashton and Commissioner Štefan Füle on the Parliamentary elections in Armenia on 6 May 2012
49. ↑  Armenian elections competitive and largely peaceful, but shortcomings undermined confidence in the process, observers say